# Leigri
Koordinaten: 58° 53′ N, 22° 36′ O
Leigri ist ein Dorf (estnisch küla) in der Landgemeinde Hiiumaa (2013 bis 2017: Landgemeinde Hiiu, davor Landgemeinde Kõrgessaare) auf der zweitgrößten estnischen Insel Hiiumaa (deutsch Dagö).

## Beschreibung und Geschichte
Leigri hat einen Einwohner (Stand 31. Dezember 2011). Der Ort liegt 17 Kilometer südwestlich der Inselhauptstadt Kärdla.
Bekannt ist vor allem die historische Schänke Murru (Murru kõrts). Dort veranstaltete 1867 unter freiem Himmel Gustav Feliks Rinne (1831–1895), der Pastor von Reigi, das erste Sängerfest der Insel Hiiumaa. An das Ereignis erinnert seit 1992 ein Gedenkstein.
Um das Dorf liegt das 190 Hektar große Naturschutzgebiet Leigri (Leigri looduskaitseala). Es wurde 1998 ins Leben gerufen. Das Moorgebiet dient vor allem als Brutstätte des Schwarzstorchs.